# Rîmarivka, Hadeaci
Rîmarivka (în ucraineană Римарівка) este localitatea de reședință a comunei Rîmarivka din raionul Hadeaci, regiunea Poltava, Ucraina.

## Demografie
Componența lingvistică a localității Rîmarivka
     Ucraineană (97,12%)
     Rusă (2,54%)
     Alte limbi (0,22%)
Conform recensământului din 2001, majoritatea populației localității Rîmarivka era vorbitoare de ucraineană (97,12%), existând în minoritate și vorbitori de rusă (2,54%).